# Інупіак
Інупіак (Iñupiak uqautchit, Аляскинсько-інуїтська мова) — низка діалектів інуїтської мовної групи ескімосько-алеутської сім'ї.

## Поширення
Поширена на півночі Аляски від кордону з Канадою через півострів Сьюард до селища Уналакліт, через яке проходить кордон між групами інуїт і юпік. Ескімосів Аляски — 13 тис. осіб, з них володіє мовою бл. 2.1 тис. осіб.
Тих, хто володіють мовою інупіак називають інупіат (Inupiat) — нечисленна група ескімосів.

## Писемність
Створення писемності на латинській основі почалося стихійно після Другої світової війни. Кожен дослідник вносив свої корективи, поки в 1972 р. не відбулися збори представників інуїтських громад, котрі закріпили остаточний правопис.
На жаль, робота зі створення писемності не була скоординована з аналогічними зусиллями в Канаді. Сьогодні понад 50 % населення володіють мовою погано або не володіють зовсім. У багатьох селищах молодь говорить лише англійською.
До 1971 року аляскинсько-інуїтською мовою не викладали в школах, дітей корінного населення піддавали покаранню за використання в школі будь-якої мови, крім англійської. Після прийняття в 1972 р. у США законів про мови аборигенів Аляски ситуація повільно починає поліпшуватися, але неясно, чи зможуть зусилля місцевих активістів і лінгвістів затримати й зупинити процес загибелі мови.
Абетка:
A, aa, ch, g, ġ, h, i, ii, k, l, ḷ, ł, ł̣, m, n, ŋ, ñ, p, q, r, s, sr, t, u, uu, v, (y), (yy).

## Лінгвістична характеристика
За структурою аляскинсько-інуїтська мова практично ідентична іншим інуїтським мовам та діалектам (Канада, Ґренландія), хоча західний діалект ближчий до юпікських. Так, в аляскинсько-інуїтській мові сім відмінків, як і в юпікських, а не вісім, як у ґренландському: відкладний (аблатив) та орудний (інструменталіс) зливаються в один відмінок.
Взагалі для аляскинсько-інуїтської мови, особливо в південно-західних діалектах, можливий сильний інтерференційний вплив юпікських. Припускають, що кордон між інуїтськими і юпікськими мовами реально не є таким жорстким, як прийнято вважати.

## Діалекти
Інупіак має чотири основні діалекти, які об'єднуються в дві групи: перша — діалект Берингової протоки і діалект кавіаґат (півострів Сьюард), друга — діалект маліміут і північний діалект.
Діалекти далі розпадаються на кілька говірок, з яких найсхідніший близький до діалекту мови інуїтів Канади, так що лінгвістична межа тут умовна.
Усі діалекти взаємозрозумілі, хоча між жителями острова Бартер і селища Уналакліт — двох географічно крайніх точок — можуть виникнути деякі труднощі в розумінні.